# Parupeneus moffitti
Parupeneus moffitti is een straalvinnige vissensoort uit de familie van zeebarbelen (Mullidae). De wetenschappelijke naam van de soort is voor het eerst geldig gepubliceerd in 1993 door Randall & Myers.